# Lomographa albipuncta
Lomographa albipuncta är en fjärilsart som beskrevs av Swinhoe 1902. Lomographa albipuncta ingår i släktet Lomographa och familjen mätare. Inga underarter finns listade i Catalogue of Life.